# George Keith

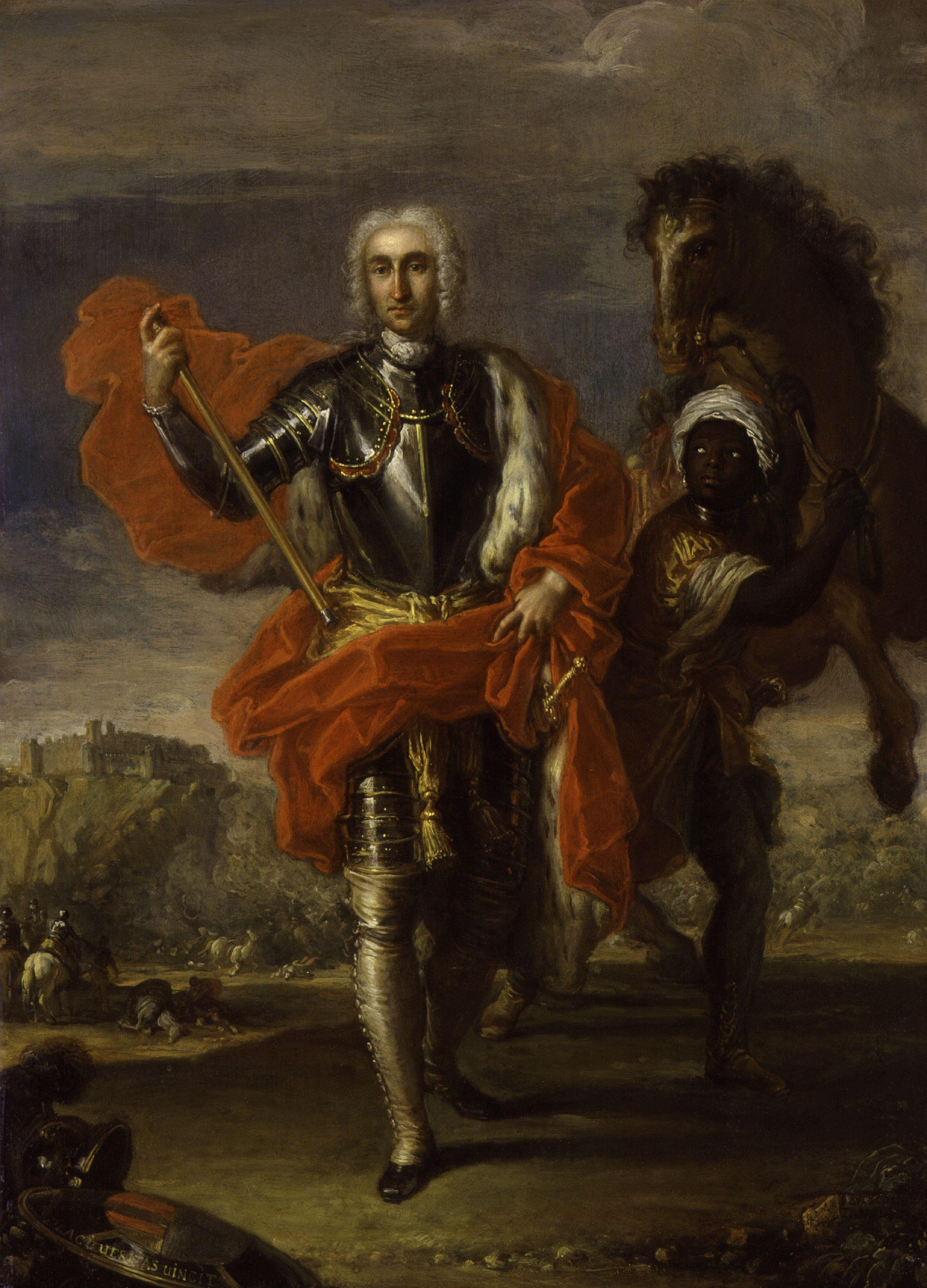
Placido Costanzi, George Keith (ok. 1733)

George Keith (ur. 1693, zm. 1778) – jakobita i pruski dyplomata.
Po nieudanym powstaniu jakobickim roku 1715 George Keith musiał uciec za granicę. Przebywał długo w Hiszpanii, po czym około 1740 roku wstąpił na służbę pruską. W roku został pruskim ambasadorem w Paryżu, w 1752 gubernatorem Neuchâtel, a w roku 1759 pruskim ambasadorem w Madrycie. 
Po amnestii dla Jakobitów, powrócił w roku 1763 do Wielkiej Brytanii, lecz wezwany przez Fryderyka powrócił do Prus, gdzie zmarł w Poczdamie w roku 1778.